# 外木山漁港
外木山漁港，又名協和莊漁港。是一座位於基隆市中山區的第二類漁港，著名的外木山海上王爺文化祭即是在此舉辦。

## 沿革
外木山漁港位於協和發電廠附近之礁石淺灘區，距基隆市中心約時五分鐘車程。外木山海岸長約5公里，一路至大武崙漁港，是基隆市最長的天然海岸，也是唯一的沙灘。該海岸曾因外木山和大武崙兩漁港興建，突提效應導致沙灘流失，必須向新北市和大陸買沙來填補。外木山舊名「木山澳（仔）」，據說最早並沒有灣澳地形，僅有海蝕平臺和一條海蝕溝。後因漁船停泊需求，遂以人工炸挖方式，開拓出船澳。惟天候不佳時，小船就要以絞繩拉上岸來，以免被風浪捲走。
1968年間，基隆市政府決定投資興建，至1974年已具雛形。1975年由中央與市府配合編列預算增建泊地0.2公頃，至此外木山漁港泊地達0.6公頃左右。1982年基隆市政府在漁港左岸築堤填地以備將來漁業設施使用，並於1985年完成。1986年再由中央與地方共同編列預算6000萬元在新生地闢建泊地0.7公頃。1987年擴建工程完工後，由於本港兩側可資利用土地，已分別為臺電及中油開發使用，且後側均為山丘，故已無擴建腹地之構想。
1990年間，本港因漁船增加致原有曳船道不敷使用，基隆市政府為應當地業者需要，於新舊港區之間興建曳船道一處，以提供本港及鄰近港澳之漁船保養使用。
2003年興建假日觀光漁市，以吸引遊客前往。由於港口正對東北，常年季風帶來的波浪直襲港內，又因協和電廠進水口北堤導流作用造成波浪集中，以及電廠進水口強力抽取海水造成側向流速，導致漁船進出港倍受浪流夾擊而險象環生。基隆市政府為解決漁民困境，重新規劃港口及防波堤配置，並於2007年起增建外廓設施，至2012年完成175公尺防波堤之闢建。2019年基隆市政府將原假日魚市規劃為「北臺灣海水觀光與銷售培育基地」，在2020年1月拆除改建。
2021年8月日本小笠原群島海底火山爆發，12月大量浮石漂流至臺灣周圍，外木山漁港泊區也覆滿浮石，嚴重影響漁船作業。
外木山漁港擁有泊地2.5公頃（內1.3公頃，外1.2公頃）、碼頭717公尺。港內有魚市場一處，惟僅供起卸之用，因無拍賣制度，漁獲均運往孝二路的崁仔頂魚市場拍賣。本港船隻以50噸以下為主，作業往返時間約7~8天，距離約300~400海浬，較小漁船於沿岸作業當日往返。本港漁船經營種類有延繩釣、 一支釣、拖曳釣、焚寄網，其中延繩釣、一支釣、拖曳釣屬常年性，焚寄網則多用於夏季。漁獲物以紅魽、碼頭、赤鯮、嘉臘、石狗公、鰺、紅目鰱、花枝、鎖管、黑喉、雜魚等為主。

## 活動

### 王爺海上遶境
當地的協安宮主祀王爺（吳池蘇范李 五府千歲），是當地漁民的信仰中心。每年王爺生日（農曆6月18日），漁民們會自發性組成數10艘海上遶境船隊，載王爺出海遊江，以祈求國家風調雨順，庇佑漁民出海平安、漁獲豐收。王爺由外木山漁港出發，由東往西經過北海岸各大漁港（八斗子、深澳、磺港、龜吼、大武崙），只要進入漁港前都會繞行3圈淨港，並接受當地漁船迎賓和添載儀式。近年基隆市政府與協產發處結合鎖管季和娛樂漁船吸引遊客，並由文化局爭取登錄無形文化資產。

## 周邊
- 外木山漁港安檢所
- 基隆市立中山高級中學
- 基隆市立德和國民小學
- 基隆市中山區公所
- 外木山協安宮
- 協和里民活動中心
- 臺電協和發電廠
- 外木山濱海風景區
- 海興游泳池[15]